# Alcis dsagaria
Alcis dsagaria là một loài bướm đêm trong họ Geometridae.